# Коломия (ґміна)
Ґміна Коломия — адміністративна субодиниця Коломийського повіту Станіславського воєводства та у Крайсгауптманшафті Коломия Дистрикту Галичина Третього Райху. Місто Коломия стало центром сільської ґміни Коломия, але не входило до її складу.
Утворена 1 серпня 1934 року згідно з розпорядженням Міністерства внутрішніх справ РП від 26 липня 1934 за підписом міністра Мар'яна Зиндрама-Косьцялковського під час адміністративної реформи з дотогочасних самоврядних сільських гмін Ценява, Дятковце, Добровудка, Ґоди, Камьонкі Мале, Корніч, Королювка, Оскшесіньце, Пядикі, Турка.
У 1934 р. територія ґміни становила 102,57 км². Населення ґміни станом на 1931 рік становило 14 589 осіб. Налічувалось 3 206 житлових будинків.
Ґміна ліквідована в 1940 р. у зв’язку з утворенням Коломийського району.
Гміна (волость) була відновлена на час німецької окупації з липня 1941 р. до березня 1944 р. 
На 1.03.1943 населення ґміни становило 14 222 особи..
Після зайняття території ґміни Червоною армією в 1944 р. ґміну ліквідовано і відновлений поділ на райони.